# C*-algebra
A matematikában a C*-algebra olyan Banach-algebra, mely el van látva egy, az adjungálás (konjugált transzponálás) tulajdonságaival rendelkező involúcióval.
A C*-algebrákat először a kvantummechanikában alkalmazták megfigyelhető mennyiségek algebráinak leírására, Werner Heisenberg munkája során. A formalizmust matematikailag magasabb szintre Pascual Jordan fejlesztette 1933 körül. Ezt követően a C*-algebrák egyik fontos alosztályával foglalkozott Neumann János, amiket azóta Neumann-algebráknak vagy W*-algebráknak hívunk. Végül a C*-algebrák absztrakt definícióját Israel Gelfandnak és Mark Naimarknak köszönhetjük.
A C*-algebrák fontos eszközei a lokálisan kompakt csoportok unitér ábrázoláselméletének, továbbá a kvantummechanika algebrai módszerekkel való kifejezésének. Ezen módszer különösebb sikereket ért el olyan spinlánc-modellek tanulmányozásában és általánosításában, mint az AKLT-modell vagy a Majumdar-Ghosh-modell.

## Alapismeretek és definíciók
Komplex asszociatív algebrának nevezünk egy olyan {\displaystyle A} komplex vektorteret, melyen a szorzás {\displaystyle A\times A\to A,\,(X,Y)\mapsto XY} asszociatív (átzárójelezhető) és bilineáris. Az algebra egységelemének nevezzük azt az egyedi {\displaystyle \mathbf {I} \in A} nemnulla elemet, mely minden {\displaystyle X}-re teljesíti a következőt:
{\displaystyle A\mathbf {I} =\mathbf {I} A=A}.
Amennyiben az {\displaystyle A} vektorteret az asszociatív algebra struktúrája mellett ellátjuk egy {\displaystyle \|.\|} normával, amely szub-multiplikatív, tehát minden {\displaystyle X,Y\in A} elemre teljesül:
{\displaystyle \|XY\|\leq \|X\|\|Y\|},
egy normált algebrát kapunk. Ha ebben a normált algebrában minden Cauchy-sorozat konvergens (tehát {\displaystyle A} teljes), az algebrát Banach-algebrának hívjuk. Amennyiben az algebra rendelkezik egységelemmel, további feltétel, hogy annak normája 1 legyen.
Egy {\displaystyle A} Banach-algebrát egy {\displaystyle X\mapsto X^{*}} leképezéssel (ahol {\displaystyle X\in A}) *-algebrának hívunk, amennyiben:
- A leképezés minden {\displaystyle X\in A}-re involutív:

{\displaystyle X^{**}=(X^{*})^{*}=X},
- minden {\displaystyle X,Y\in A}-ra:

{\displaystyle (X+Y)^{*}=X^{*}+Y^{*}}
{\displaystyle (XY)^{*}=Y^{*}X^{*}},
- továbbá minden komplex {\displaystyle \lambda \in \mathbb {C} }-ra:

{\displaystyle (\lambda X)^{*}={\overline {\lambda }}X^{*}.}
Egy *-algebrát akkor hívunk C*-algebrának, amennyiben a következő feltétel is teljesül:
{\displaystyle \|XX^{*}\|=\|X\|^{2},}
Egy C*-algebrák közötti {\displaystyle \pi :A\to B} korlátos lineáris operátort *-homomorfizmusnak nevezünk, amennyiben a következők teljesülnek:
{\displaystyle \forall x,y\in A:\pi (x)\pi (y)=\pi (xy)\,} és {\displaystyle \,\pi (x^{*})=\pi (x)^{*}.}
Egy bijektív *-homomorfizmust C*-izomorfizmusnak hívunk, és amennyiben {\displaystyle A} és {\displaystyle B} C*-algebrák között létezik egy ilyen hozzárendelés, az algebrákat izomorfnak hívjuk.

## Példák

### Véges dimenziós C*-algebrák
A komplex {\displaystyle n\times n} mátrixok algebrája ({\displaystyle \operatorname {M} (n,\mathbb {C} )}) egy C*-algebra, ha a mátrixokat komplex n-dimenziós vektorokon ható operátoroknak tekintjük és ellátjuk őket az {\displaystyle \|\cdot \|} operátornormával. Ebben az esetben az involúció a konjugált transzponálás (adjungálás).

### Operátorok C*-algebrái
Az egyik legismertebb példája a C*-algebráknak a {\displaystyle {\mathcal {H}}} komplex Hilbert-téren definiált korlátos lineáris operátorok algebrája ({\displaystyle {\mathcal {B}}({\mathcal {H}})}), amennyiben két további feltétel teljesül: {\displaystyle {\mathcal {B}}({\mathcal {H}})} topológiai értelemben zárt a norma által indukált topológiában, és minden {\displaystyle {\mathcal {B}}({\mathcal {H}})}-ba tartozó operátor adjungáltja is az algebához tartozik. A Gelfand-Naimark-tétel szerint minden C*-algebra *-izomorf {\displaystyle {\mathcal {B}}({\mathcal {H}})} egy szubalgebrájával, megfelelő {\displaystyle {\mathcal {H}}}-ra.

### Neumann-algebrák
A Neumann-algebrák, más néven W*-algebrák a C*-algebrák egy speciális alosztálya, melyek a gyenge operátor-topológia szerint zártak. A Sherman–Takeda-tétel szerint bármely C*-algebra duális terének duálisa egy W*-algebra.

## Fizikai jelentősége
Kvantummechanikában lehetséges a fizikai rendszert egységelemmel rendelkező C*-algebrával leírni, melynek önadjungált (azaz olyan elemek, melyekre {\displaystyle X=X^{*}} igaz) elemeit megfigyelhető mennyiségeknek tekintjük. A kvantumállapotot a C*-algebrán definiált pozitív lineáris funkcionál írja le, tehát egy olyan {\displaystyle \mathbb {C} }-lineáris {\displaystyle \varphi :A\to \mathbb {C} }, melyre {\displaystyle \varphi (X^{*}X)\geq 0} teljesül minden {\displaystyle X\in A}-ra. Amennyiben a rendszer {\displaystyle \varphi } állapotban van, adott {\displaystyle X} mennyiség várható értéke {\displaystyle \varphi (X)} lesz.

## Fordítás
Ez a szócikk részben vagy egészben  a   C*-algebra című angol Wikipédia-szócikk fordításán alapul.  Az eredeti cikk szerkesztőit annak laptörténete sorolja fel. Ez a jelzés csupán a megfogalmazás eredetét és a szerzői jogokat jelzi, nem szolgál a cikkben szereplő információk forrásmegjelöléseként.